# Lasiosina hispanica
Lasiosina hispanica är en tvåvingeart som beskrevs av Nartshuk 2004. Lasiosina hispanica ingår i släktet Lasiosina och familjen fritflugor.
Artens utbredningsområde är Spanien. Inga underarter finns listade i Catalogue of Life.